# Unité urbaine de Tonneins
L'unité urbaine de Tonneins est une unité urbaine française centrée sur la ville de Tonneins dans le département de Lot-et-Garonne, en région Nouvelle-Aquitaine.

## Données générales
Dans le zonage réalisé par l'Insee en 2010, l'unité urbaine était composée de deux communes.
Dans le nouveau zonage réalisé en 2020, elle est composée des deux mêmes communes.
En 2022, avec 10 318 habitants, elle représente la 6e unité urbaine du département de Lot-et-Garonne.

## Composition de l'unité urbaine en 2020
Elle est composée des deux communes suivantes :
| Nom                     | Code Insee | Département    | Statut       | Superficie (km2) | Population (dernière pop. légale) | Densité (hab./km2) | Modifier                                    |
| ----------------------- | ---------- | -------------- | ------------ | ---------------- | --------------------------------- | ------------------ | ------------------------------------------- |
| Tonneins (ville-centre) | 47310      | Lot-et-Garonne | ville-centre | 34,78            | 9 461 (2022)                      | 272                | modifier les données · modifier les données |
| Fauillet                | 47095      | Lot-et-Garonne | banlieue     | 14,23            | 857 (2022)                        | 60                 | modifier les données · modifier les données |

## Évolution démographique
| 1968  | 1975  | 1982  | 1990   | 1999  | 2010  | 2015  | 2022   |
| ----- | ----- | ----- | ------ | ----- | ----- | ----- | ------ |
| 9 205 | 9 926 | 9 898 | 10 103 | 9 856 | 9 824 | 9 853 | 10 318 |

#### Données générales
- Unité urbaine en France
- Aire d'attraction d'une ville
- Liste des unités urbaines de France

#### Données démographiques en rapport avec l'unité urbaine de Tonneins
- Aire d'attraction de Tonneins
- Arrondissement de Marmande

#### Données démographiques en rapport avec le Lot-et-Garonne
- Démographie du Lot-et-Garonne